# Wereldkampioenschap voetbal 2010 (Groep A) Mexico - Uruguay
In dit artikel wordt de Wereldkampioenschap voetbal 2010-wedstrijd in de groepsfase in Groep A tussen Mexico en Uruguay (gespeeld op 22 juni 2010) nader uitgelicht. De uitslag van de wedstrijd was 0-1.

## Wedstrijdgegevens
| Datum                | 22 juni 2010                       | 22 juni 2010                       |
| Stadion              | Royal Bafokeng Stadion, Rustenburg | Royal Bafokeng Stadion, Rustenburg |
| Toeschouwers         | 33.425                             | 33.425                             |
| Scheidsrechter       | Viktor Kassai                      | Viktor Kassai                      |
| Assistenten          | Gabor Eros Tibor Vamos             | Gabor Eros Tibor Vamos             |
| Vierde man           | Martin Hansson                     | Martin Hansson                     |
| Man van de wedstrijd | Luis Suárez                        | Luis Suárez                        |
|                      | Mexico                             | Uruguay                            |
| Doelpunten           | 0                                  | 1                                  |
| Gele kaarten         | 2                                  | 1                                  |
| Rode kaarten         | 0                                  | 0                                  |
| Wissels              | 3                                  | 2                                  |
| Schoten op doel      | 2                                  | 5                                  |
| Schoten naast doel   | 9                                  | 10                                 |
| Hoekschoppen         | 6                                  | 7                                  |
| Strafschoppen        | 0                                  | 0                                  |
| Balbezit (tijd)      | 43 min                             | 30 min                             |
| Balbezit (%)         | 59                                 | 41                                 |

| Mexico | 0 – 1        | Uruguay |
| | goals        | 43' Luis Suárez |
| Javier Aguirre | bondscoach   | Oscar Tabárez |
| |              | |
| Óscar Pérez Ricardo Osorio Francisco Javier Rodríguez Héctor Moreno 57' Carlos Salcido Rafael Márquez Gerardo Torrado Andrés Guardado 46' Giovani dos Santos Guillermo Franco Cuauhtémoc Blanco 63' | opstellingen | Fernando Muslera Maximiliano Pereira Diego Lugano Mauricio Victorino Jorge Fucile Diego Pérez Egidio Arévalo 77' Álvaro Pereira Edinson Cavani Diego Forlán 85' Luis Suárez |
| Pablo Barrera 46' Israel Castro 57' Javier Hernández 63' | wissels      | 77' Andrés Scotti 85' Álvaro Fernández |
| |              | |
| Javier Hernández 77' Israel Castro 86' | gele kaarten | 68' Jorge Fucile |
| | rode kaarten | |

## Overzicht van wedstrijden
| Groepswedstrijden | | | |
| Groep A | Groep B | Groep C | Groep D |
| Zuid-Afrika - Mexico Uruguay - Frankrijk Zuid-Afrika - Uruguay Frankrijk - Mexico Mexico - Uruguay Frankrijk - Zuid-Afrika | Zuid-Korea - Griekenland Argentinië - Nigeria Argentinië - Zuid-Korea Griekenland - Nigeria Griekenland - Argentinië Nigeria - Zuid-Korea | Engeland - Verenigde Staten Algerije - Slovenië Slovenië - Verenigde Staten Engeland - Algerije Slovenië - Engeland Verenigde Staten - Algerije | Duitsland - Australië Servië - Ghana Duitsland - Servië Ghana - Australië Australië - Servië Ghana - Duitsland    |
| Groep E | Groep F | Groep G | Groep H |
| Nederland - Denemarken Japan - Kameroen Nederland - Japan Kameroen - Denemarken Kameroen - Nederland Denemarken - Japan    | Italië - Paraguay Nieuw-Zeeland - Slowakije Slowakije - Paraguay Italië - Nieuw-Zeeland Paraguay - Nieuw-Zeeland Slowakije - Italië       | Ivoorkust - Portugal Brazilië - Noord-Korea Brazilië - Ivoorkust Portugal - Noord-Korea Noord-Korea - Ivoorkust Portugal - Brazilië             | Honduras - Chili Spanje - Zwitserland Chili - Zwitserland Spanje - Honduras Chili - Spanje Zwitserland - Honduras |
| Achtste finales | | | |
| Uruguay - Zuid-Korea Verenigde Staten - Ghana                                                                              | Duitsland - Engeland Argentinië - Mexico                                                                                                  | Nederland - Slowakije Brazilië - Chili | Paraguay - Japan Spanje - Portugal                                                                                |
| Kwartfinales | | | |
| Brazilië - Nederland | Uruguay - Ghana | Argentinië - Duitsland | Paraguay - Spanje                                                                                                 |
| Halve finales | | | |
| Nederland - Uruguay | Nederland - Uruguay | Duitsland - Spanje | Duitsland - Spanje                                                                                                |
| Troostfinale | | | |
| Uruguay - Duitsland | | | |
| Finale | | | |
| Spanje - Nederland | | | |